# Gastropholis
A Gastropholis  a hüllők (Reptilia) osztályába a  pikkelyes hüllők (Squamata) rendjébe, valamint a gyíkok (Sauria)  alrendjébe és a nyakörvösgyíkfélék (Lacertidae)  tartozó családjába tartozó nem.

## Rendszerezés
A nembe az alábbi 4 faj tartozik:
- Gastropholis echinata
- Gastropholis prasina
- Gastropholis tropidopholis
- Gastropholis vittata